# Pseudecheneis serracula
Pseudecheneis serracula är en fiskart som beskrevs av Ng och Edds 2005. Pseudecheneis serracula ingår i släktet Pseudecheneis och familjen Sisoridae. IUCN kategoriserar arten globalt som livskraftig. Inga underarter finns listade i Catalogue of Life.